# Pimiento Médias
Pimiento est une maison de production québécoise dont les bureaux sont situés à Montréal.

## Biographie
Créée en 2007 par le producteur québécois d'origine chilienne Orlando Arriagada, Pimiento est une maison de production générant du contenu pour la télévision, le cinéma, l'édition et le web.
En 2022, Pimiento lance l'Atelier Pimiento, une plateforme ouverte aux créateurs de la relève, dans le but soutenir la réalisation de leurs premières œuvres.

## Filmographie
- Voir la Musique Autrement (2022) AMI-Télé
- À travers champs (2021) Savoir Média
- Nueva York : Ici on parle espagnol (2021) ICI RDI / ICI Radio-Canada
- Une vue sous les étoiles (2020) Historia
- YUL : la vie à l'aéroport (2019) Canal D / Noovo.ca
- SPCA en action : Saison 1 & 2 (2019) Canal Vie / Noovo.ca
- La Bataille de Nancy (2019) ICI Radio-Canada / ICI TOU-TV
- Funk : la musique interdite (2018) Canal D / Noovo.ca / Crave
- Yves et Maks sur la route, Saison 2 (2017) AMI-Télé
- Situation d'urgence : Saison 1 & 2 (2017) Canal D
- Enquêteurs (2017) AddikTV
- Mise à nu, le couple en toute intimité (2017) Canal Vie
- A.P. Agents de protection (2017) Canal D
- Yves et Maks sur la route, Saison 1 (2017) AMI-Télé
- Faire des Vagues (2016) AMI-Télé
- Rouler (2016) AMI-Télé
- Opération Narcos (2016) AddikTv
- Le vote Latino (2016) ICI RDI / ICI TOU-TV
- Le Polygraphe (2016) Historia
- Déracinés (2016) ICI RDI / ICI Radio-Canada
- Aller simple : Haïti (2016) Canal D
- Les Pêcheurs de l'Anse (2015) Canal D
- Mise à nu (2015) Canal Vie
- L'ADN du Ceviche (2015)
- Amérikologie - Spécial Brésil (2014) TV5 Québec Canada
- Republik Basket (2013) Canal D
- Luchador, un lutteur québécois au Mexique (2013) Canal D
- Au pif (2013) TV5 Québec Canada
- Amérikologie 2 (2013) TV5 Québec Canada
- Miss inc. (2012) ICI RDI / ICI Radio-Canada
- Les Soldats de Jésus (2012) ICI RDI / ICI Radio-Canada
- L’autre Mari (2012) ICI RDI / ICI Radio-Canada
- Les Derniers Pèlerins (2012) Canal D
- Le Chant de la Brousse (2011) Canal D
- Amérikologie (2011) TV5 Québec Canada
- Derrière le miracle (2011) ICI RDI / ICI Radio-Canada
- Bull's eye, un peintre à l'affût (2010)
- Drôles de cultures (2010) TV5 Québec Canada
- Baklava Blues (2009) ICI RDI / ICI Radio-Canada
- Afrikologie (2009) TV5 Québec Canada
- Seules (2008) TV5 Québec Canada / Télé-Québec
- La Couleur du temps (2008) Canal D
- Daniel Pilon - Biographie (2008) Canal D
- Angèle Coutu - Biographie (2008) Canal D

## Autre projet
- Pachamama - Cuisine des Premières Nations, Éditions du Boréal (2009) - Coup de cœur Renaud Bray

## Prix et nominations
2013
- Miss inc. - Présence au Festival du nouveau cinéma latino-américain à La Havane
- Miss inc. - Nomination du webdoc dans la catégorie Web-actu/mag/politique au WebProgram-Festival de La Rochelle
- Amérikologie - Présence de l’épisode « Une bouteille à la mer » au TERRA Festival de Guadeloupe

2012
- Miss inc. - Présence au Vancouver Latin American Film Festival
- Amérikologie – Présence de l’épisode « Une bouteille à la mer » au Festival de films de Portneuf sur l’environnement
- Amérikologie.ca / Génie360 - Prix spécial 2012 du Conseil International des Radios Télévisions d’Expression Française CIRTEF
- Amérikologie.ca / Génie360 - Prix Production de convergence - documentaire, Gala des Prix NUMIX
- Amérikologie.ca / Génie360 - Nomination - Meilleur projet numérique, Prix Gémeaux
- Le chant de la brousse - Prix ACIC/ONF de la Meilleure production indépendante - Regards d’ici, Festival international Vues d’Afrique
- Le chant de la brousse - Présence au Festival International du Film Black de Montréal
- Le chant de la brousse - Présence au Festival du film de St-Séverin
- Derrière le miracle - Invité au Sonoma International Film Festival, Californie

2011
- Derrière le miracle - Présence au Vancouver Latin American Film Festival
- Bull’s eye, un peintre à l’affût - Nominations au 26e gala des Prix Gémeaux dans les catégories Meilleur documentaire : culture, Meilleur montage : affaires publiques, documentaire – émission et Meilleur son : magazine, affaires publiques, documentaire toutes catégories

2010
- Pachamama, cuisine des Premières Nations - Médaille d’or dans la catégorie Culture alimentaire canadienne, Concours de livres culinaires canadien
- Pachamama, cuisine des Premières Nations - Prix La Mazille - International, au Salon du livre gourmand de Périgueux
- Bull’s eye, un peintre à l’affût - Prix Tremplin pour le monde ARTV, lors du 28e Festival International du Film sur l’Art
- Afrikologie – « Des vrais leaders » en compétition au Festival de films de Portneuf sur l’environnement
- Pachamama – « Esturgeon fumé chez les Abenakis » en compétition au Festival de films de Portneuf sur l’environnement
- Baklava Blues - Présence à la 28e édition des Rendez-vous du cinéma québécois

2009
- La couleur du temps - Prix Gémeaux de la diversité
- La couleur du temps - Nomination au prix Regards d’ici - Long Métrage, 25e édition du Festival Pan-Africa International
- La couleur du temps - Présence à la 27e édition des Rendez-vous du cinéma québécois
- La couleur du temps - Présence au 5e Festival International du Film Black de Montréal
- Seules - Présence à la 27e édition des Rendez-vous du cinéma québécois
- Seules - Présence à la 25e édition du Festival Pan-Africa International